# گمینا سترومیتس
گمینا سترومیتس (به لهستانی:  Gmina Stromiec) یک گمینا در لهستان است که در شهرستان بیاووبژگی واقع شده‌است. گمینا سترومیتس ۱۵۶٫۴۷ کیلومتر مربع مساحت و ۵٬۶۱۸ نفر جمعیت دارد.